# Нікітін Валерій
Валерій Нікітін (ест. Valeri Nikitin; нар. 28 листопада 1969, Хаапсалу, Ляенемаа, Естонська РСР, СРСР) — естонський борець греко-римського стилю, бронзовий призер чемпіонату Європи, чемпіон та бронзовий призер чемпіонатів світу серед військовослужбовців, учасник трьох Олімпійських ігор.

## Життєпис
Боротьбою почав займатися з 1975 року.
Виступав за борцівський клуб «MK Juhan» Мяр'ямаа. Тренери — Гаррі Койдусте, Генн Поелюсте.

## Спортивні результати на міжнародних змаганнях

### Виступи на Олімпіадах
| Змагання                    | Збірна  | Вагова категорія                 | Місце |
| --------------------------- | ------- | -------------------------------- | ----- |
| Літні Олімпійські ігри 1992 | Естонія | греко-римська боротьба, до 68 кг | 11    |
| Літні Олімпійські ігри 1996 | Естонія | греко-римська боротьба, до 68 кг | 8     |
| Літні Олімпійські ігри 2000 | Естонія | греко-римська боротьба, до 69 кг | 4     |

### Виступи на Чемпіонатах світу
| Змагання                        | Збірна  | Вагова категорія                 | Місце |
| ------------------------------- | ------- | -------------------------------- | ----- |
| Чемпіонат світу з боротьби 1994 | Естонія | греко-римська боротьба, до 68 кг | 5     |
| Чемпіонат світу з боротьби 1995 | Естонія | греко-римська боротьба, до 68 кг | 6     |
| Чемпіонат світу з боротьби 1997 | Естонія | греко-римська боротьба, до 69 кг | 7     |
| Чемпіонат світу з боротьби 1998 | Естонія | греко-римська боротьба, до 69 кг | 8     |
| Чемпіонат світу з боротьби 2002 | Естонія | греко-римська боротьба, до 74 кг | 19    |
| Чемпіонат світу з боротьби 2003 | Естонія | греко-римська боротьба, до 74 кг | 11    |
| Чемпіонат світу з боротьби 2006 | Естонія | греко-римська боротьба, до 74 кг | 24    |

### Виступи на Чемпіонатах Європи
| Змагання                         | Збірна  | Вагова категорія                 | Місце  |
| -------------------------------- | ------- | -------------------------------- | ------ |
| Чемпіонат Європи з боротьби 1992 | Естонія | греко-римська боротьба, до 68 кг | Бронза |
| Чемпіонат Європи з боротьби 1995 | Естонія | греко-римська боротьба, до 68 кг | 9      |
| Чемпіонат Європи з боротьби 1996 | Естонія | греко-римська боротьба, до 68 кг | 4      |
| Чемпіонат Європи з боротьби 1997 | Естонія | греко-римська боротьба, до 69 кг | 13     |
| Чемпіонат Європи з боротьби 1999 | Естонія | греко-римська боротьба, до 69 кг | 5      |
| Чемпіонат Європи з боротьби 2000 | Естонія | греко-римська боротьба, до 69 кг | 6      |
| Чемпіонат Європи з боротьби 2002 | Естонія | греко-римська боротьба, до 74 кг | 8      |
| Чемпіонат Європи з боротьби 2004 | Естонія | греко-римська боротьба, до 74 кг | 10     |

### Виступи на інших змаганнях
| Змагання                                                             | Збірна  | Вагова категорія                 | Місце  |
| -------------------------------------------------------------------- | ------- | -------------------------------- | ------ |
| Північний чемпіонат з боротьби 1993                                  | Естонія | греко-римська боротьба, до 68 кг | Золото |
| Ігри Балтійського моря 1993                                          | Естонія | греко-римська боротьба, до 68 кг | Золото |
| Північний чемпіонат з боротьби 1994                                  | Естонія | греко-римська боротьба, до 68 кг | Золото |
| Чемпіонат світу з боротьби серед військовослужбовців 1997            | Естонія | греко-римська боротьба, до 69 кг | Золото |
| Ігри Балтійського моря 1997                                          | Естонія | греко-римська боротьба, до 76 кг | Бронза |
| Кубок Вантаа з боротьби 1997                                         | Естонія | греко-римська боротьба, до 69 кг | Золото |
| Всесвітні ігри військовослужбовців 1999                              | Естонія | греко-римська боротьба, до 76 кг | 6      |
| Олімпійський кваліфікаційний турнір з боротьби 2000 (Фаенца)         | Естонія | греко-римська боротьба, до 69 кг | 5      |
| Олімпійський кваліфікаційний турнір з боротьби 2000 (Клермон-Ферран) | Естонія | греко-римська боротьба, до 69 кг | 18     |
| Олімпійський кваліфікаційний турнір з боротьби 2000 (Ташкент)        | Естонія | греко-римська боротьба, до 69 кг | 20     |
| Олімпійський кваліфікаційний турнір з боротьби 2000 (Колорадо)       | Естонія | греко-римська боротьба, до 69 кг | 10     |
| Чемпіонат світу з боротьби серед військовослужбовців 2001            | Естонія | греко-римська боротьба, до 69 кг | 6      |
| Чемпіонат світу з боротьби серед військовослужбовців 2002            | Естонія | греко-римська боротьба, до 74 кг | Бронза |
| Чемпіонат світу з боротьби серед військовослужбовців 2003            | Естонія | греко-римська боротьба, до 74 кг | 5      |
| Олімпійський кваліфікаційний турнір з боротьби 2004 (Новий Сад)      | Естонія | греко-римська боротьба, до 74 кг | 6      |
| Олімпійський кваліфікаційний турнір з боротьби 2004 (Ташкент)        | Естонія | греко-римська боротьба, до 74 кг | 7      |